# Първа мароканска криза
Първата мароканска криза, известна също и като Танжерската криза, е първият остър международен конфликт на противопоставяне през 20 век, който продължава от март 1905 г. до май 1906 г. въз основа на спора, възникнал между Германската империя и Третата френска република по отношение на контрола върху султаната на Мароко. 

## Предистория
В хода на „борбата за Африка“ след 1830 г. французите успяват да създадат т.нар. френска Северна Африка на варварския бряг завоювайки последователно териториите на съвременните Алжир (1830) и Тунис (1881), като единствената „свободна за колонизиране територия“ в Магреб останало Мароко.
В резултат от френско-пруската война се стига до обединение на Германия. Новата велика сила отправя стратегически взор към френските владения и в частност към най-близките и стратегически такива от геополитическа гледна точка в Северна Африка.

## Развитие
В края на 1904 г. Италия, Великобритания и Испания признават „специални права“ на французите в Мароко, което на практика означава трансформация на Султаната в протекторат на Франция. В замяна на тези отстъпки, Франция признава правата на англичаните над Египет, на италианците – в Либия, а на испанците – на два града по северното крайбрежие на Мароко (Сеута и Мелила). Германия остава извън подялбата. Недоволна, в началото на 1905 г., когато Франция се опитва да принуди султана на Мароко да допусне в страната френски съветници и да предостави концесии за добив на полезни изкопаеми при изгодни условия за големите френски компании, неочаквано в Танжер пристига акостирайки начело на флагмана на огромна военна флотилия германският кайзер Вилхелм II. Всички са същисани от пламенната реч която кайзера произнася в подкрепа на борбата срещу колонизацията на страната от Франция, като германския държавен глава обещава тържествено и публично на султана на Мароко неговата и германска подкрепа, предлагайки сключването на отбранителен съюз. Тази стъпка е изцяло в съответствие с германската генерална външнополитическа линия от края на 19 и началото на 20 век за търговско и военно проникване в ислямските държави, център на които в ново време е Османската империя. Влошавайки ситуацията в Мароко, германските дипломати се надяват да тестват силата на френско-руския съюз от 1904 г. след разпада на съюза на тримата императори, особено след като всички военни сили на Русия по това време са в Далечния изток, ангажирани в тежката руско-японска война.
Германската дипломация предизвиквайки кризата иска да тества силата на възникващата Антанта срещу Германската империя. В този смисъл, немското външно разузнаване и дипломация считат онзи геополитически момент като изключително удобен, за да предизвикат повод за военна интервенция срещу Франция, с която да я принудят да се откаже от повечето си колонии в полза на Германия. В Париж, знаейки прекрасно да намеренията на Германия и предвид на невъзможността на Русия за оказване на подкрепа с цел ненарушаване на баланса на силите в Европа настъпва пълна паника и суматоха. Френската дипломация изпада в такова унизително положение, че сама инициира и предлага на германската страна част от приходите от бъдещите концесии като компенсация за Мароко, заедно с отстъпването на Германия на няколко малки френски колонии във френска Екваториална Африка. Германската дипломация надменно отхвърля френското предложение.
Първоначално действията на Германия хвърлят в ужас Париж, и в средата на юни бунтарски настроения и инак речовит френски външен министър – буланжист, Теофил Делкасе хвърля оставка. По искане на Германия е свикана Алхесираската конференция, която за германската дипломация тактически се счита за успех, но стратегически за огромна загуба, тъй като германските представители на международния дипломатически форум, като своеобразна среща на върха, се оказват в международна изолация подкрепени в исканията си единствено от представителите на разнородната Австро-Унгария. Благоприятният момент, като шанс за налагане на германското превъзходство в и над Европа е проигран от германското държавно ръководство и дипломация.

## Последствия
Окончателното решение по отношение статута на Мароко е оставено за в бъдеще на свикания международен форум на великите сили от 15 януари до 7 април 1906 г. Пет години по-късно, Франция и Германия се сблъскват отново по въпроса за контрол над стратегическия район на Танжер, предизвиквайки втора мароканска криза.

## Оценки
След края на Първата световна война Адолф Хитлер пише в произведението си „Моята борба“, че по времето на първата мароканска криза германското държавно ръководство и дипломация изпуска своя „златен шанс“ да извади Франция веднъж завинаги от „голямата игра“ и да наложи германска доминация над Европа, а и над света. Той нарича кайзера „пълен идиот“, заради неговата външна политика в началото на 20 век.
Според него, Руската империя няма геополитически интереси в тази част на света, и предвид ангажираността ѝ в руско-японския конфликт в Далечния изток, в никакъв случай не би пристъпила към военна намеса в подкрепа на съюзничката си Франция при положение, че се било пристъпило към реализацията на план Шлифен по времето на първата мароканска криза. Великобритания също не би се притекла на помощ на Франция, понеже току-що излязлата от т.нар. блестяща изолация Британска империя изпратила целия си боен флот в тихоокеанския басейн, предвид на бушуващия там руско-японски конфликт.
Според Карл Хаусхофер – ментор на най-видните германски политически затворници в периода между двете световни войни – германското държавно ръководство и дипломация проявили в онзи момент липса на елементарна геополитическа култура, довела и до загубата на Германия в Първата световна война.